# 荒木啓六
荒木 啓六（あらき けいろく）は、千葉県出身の日本の作曲家、編曲家、ベーシスト。豚乙女のベース(コンプ)として活動中。

## 経歴
12歳からベースを始め、14歳でバンドを結成。同時に、様々なミュージシャンのライブやレコーディングに参加。
現在では主にテレビアニメに関連する楽曲やハロー!プロジェクト関連の楽曲などを手がける。

## 主な作品
2008年
- サンサンGOGO（ベース：MilkyWay『きらりん☆レボリューション』10期エンディング）
- ペッパー警部（ベース：モーニング娘。）
- きずな（編曲：松浦亜弥『スペシャルオリンピックス日本応援歌』）
- 恋愛と円周率の関係性（編曲：久遠寺未有(後藤邑子)『君が主で執事が俺で』キャラクターソング）
- ちいさなお茶会（編曲：ヒロ(後藤邑子)『ひだまりスケッチ×365』キャラクターソング）
- コイサイン（編曲：月島きらり starring 久住小春）
- ソラミミドレミ（編曲：月島きらり starring 久住小春）
- コレジャナイ音頭（編曲：水木一郎）

2009年
- 結婚しない二人（編曲：松浦亜弥）
- ハッテン×JOY（作詞・作曲・編曲：月島きらり starring 久住小春）
- ほんとはあの娘が好きなのに…（編曲：てれび戦士2008　武田聖夜　島田翼　その他）
- MY WINGS（編曲：天才てれびくんMAX）
- she（編曲：イ・ビョンホン）
- トノチョ‘事務所『ミコトマネキン』劇伴制作
- Wild Berry（編曲：イツカミナツ・FBS福岡放送「ナチュラル学園」エンディング）
- 風花一生（作曲：朝倉由美子・パチンコ「CR逃亡者おりん」テーマソング）
- がんばらないのが美しい?（編曲：喜多村英梨、後藤沙緒里、他『NEEDLESS』キャラクターソング）
- ドッチ〜ニョ?（作曲・編曲：モーモーミルクとアラキさん（自身の企画ユニット）、『ポケットモンスター ダイヤモンド&パール』エンディング）

2010年
- トノチョ‘事務所『凛として!』劇伴制作
- ツンデレ道（作曲・編曲：TVアニメ『バカとテストと召喚獣』キャラクターソング）

| スタブアイコン | サブスタブ | この項目は、まだ閲覧者の調べものの参照としては役立たない、音楽関係者（バンド等）に関連した書きかけの項目です。この項目を加筆・訂正などしてくださる協力者を求めています（P:音楽/PJ:芸能人）。 |